# George Dashiell Bayard
Georg Dashiell Bayard (Seneca Falls, 18 dicembre 1835 – Fredericksburg, 14 dicembre 1862) è stato un generale statunitense.

## Biografia

### I primi anni e la carriera
Bayard nacque a Seneca Falls, un villaggio della contea di New York, il 18 dicembre 1835, figlio di Jane Ann Dashiell e di Samuel John Bayard, figlio a sua volta di Samuel Bayard (1766–1840) e nipote di John Bayard (1738–1807).
La sua famiglia si spostò successivamente nell'Iowa e George frequentò la United States Military Academy di West Point, diplomandosi nel 1856 col grado di tenente di cavalleria come undicesimo su quarantanove cadetti della sua classe. Bayard combatté nelle guerre indiane in Kansas ed in Colorado dal 1856 al 1861, e venne colpito in pieno volto da una freccia lanciata da un guerriero Kiowa l'11 luglio 1860 dovendo rimanere per molti mesi fuori dai campi di battaglia per curarsi.

### La guerra civile
Il 27 agosto 1861 Bayard venne promosso colonnello del 1º reggimento di cavalleria della Pennsylvania, di base a Tenallytown (oggi Tenleytown). Il 26 novembre 1861 si recò coi suoi uomini presso Dranesville, in Virginia, per investigare l'attività dei confederati nella zona. Ad eccezione di due soldati di picchetto, Bayard non trovò nulla di significativo, ma colse l'occasione per arrestare sei cittadini che descrisse nel suo rapporto come "secessionisti della peggior specie." Lasciando Dranesville le truppe di Bayard coi prigionieri vennero assaltate in un bosco fuori città. Due soldati unionisti vennero feriti, il cavallo su cui era Bayard venne ucciso e lo stesso Bayard fu ferito lievemente a una spalla e al fianco.
Bayard divenne quindi comandante del III corpo d'armata di cavalleria e promosso al rango di brigadiere generale dei volontari il 28 aprile 1862.
Bayard combatté sotto John C. Frémont nella Battaglia di Port Republic. Nell'agosto del 1862, nella Battaglia di Cedar Mountain, guidò l'avanzata degli unionisti. Dopo la battaglia, Bayard e il generale confederato J.E.B. Stuart si incontrarono in un momento di tregua per recuperare i morti sul campo di battaglia. Bayard e Stuart erano amici dai tempi precedenti la guerra civile, entrambi avevano frequentato l'accademia di West Point ed entrambi avevano servito nella compagnia G del 1º cavalleria.
Bayard venne promosso comandante di cavalleria dell'Armata del Potomac, ma si assentò per tredici giorni a settembre per dei dolori dovuti alle sue vecchie ferite, non prendendo così parte alla battaglia di Antietam.
Alla battaglia di Fredericksburg il 13 dicembre 1862, Bayard attendeva gli ordini del generale William B. Franklin dal quartier generale. Quando una batteria confederata aprì il fuoco sul quartier generale, Bayard decise di non rispondere al fuoco. Un colpo di cannone lo colpì nella parte alta di una gamba, recidendogli l'arteria inguinale. Curato immediatamente, morì però nel pomeriggio del giorno successivo, appena quattro giorni prima del suo ventisettesimo compleanno. Fidanzato con la figlia del sovrintendente della United States Military Academy, Bayard e Mary Eleanor Bowman avrebbero dovuto sposarsi il giorno del suo compleanno. Il corpo del generale venne sepolto nel Princeton Cemetery a Princeton nel New Jersey.

## Eredità
Fort Bayard a Washington venne così denominato in suo onore. Bayard Street a Pacific Beach, presso San Diego (California) e nella sua città natale di Seneca Falls, presero pure il nome da lui. Fort Bayard Park, che oggi ha sostituito il vecchio forte militare a lui dedicato, persiste oggi a sua memoria, come pure la città di Bayard (Nuovo Messico), Fort Bayard (Nuovo Messico) e il Fort Bayard National Cemetery.